# Osmar Fortes Barcellos
Osmar Fortes Barcellos   (Porto Alegre, 3 d'octubre de 1921 - Porto Alegre, 17 de juny de 1979), conegut com a Tesourinha, fou un futbolista brasiler de la dècada de 1940.
Destacà com a jugador del club Sport Club Internacional, on és un dels seus màxims golejadors històrics amb 176 gols. Fou 23 cops internacional amb el Brasil.